# Zakład Doskonalenia Zawodowego w Toruniu
Zakład Doskonalenia Zawodowego w Toruniu − największe stowarzyszenie oświaty zawodowej w województwie kujawsko-pomorskim działający od 1938 roku. Siedziba Zakładu mieści się przy ul. Żółkiewskiego 37/41 w Toruniu.
W 1938 roku na mocy decyzji Wojewody Pomorskiego powołano w Toruniu Pomorski Instytut Rzemieślniczo-Przemysłowy. Jego głównym celem było prowadzenie działalności kulturalno-wychowawczej i zawodowo-oświatowej. Podczas II wojny światowej instytut nie działał, reaktywacja miała miejsce w kwietniu 1945 roku. W 1946 roku Instytut został zrzeszony w Centrali Naukowych Instytutów Rzemieślniczych w Warszawie. W 1949 roku w Instytucie rozpoczęto działalność szkoleniowo-produkcyjną dla potrzeb rzemiosła w branżach: stolarskiej, ślusarskiej, elektromechanicznej i introligatorskiej.
Zakład kilkakrotnie zmieniał nazwę. W następnych latach nosił nazwy: Pomorski Instytut Oświaty Zawodowej, Zakład Doskonalenia Rzemiosła, Wojewódzki Zakład Doskonalenia Zawodowego. W 1990 roku utworzono z jego struktur trzy odrębne stowarzyszenia: w Toruniu, Bydgoszczy i Włocławku. Obecnie toruński zakład działa pod nazwą Zakład Doskonalenia Zawodowego w Toruniu.

## Prezesi ZDZ
| Prezes                         | Okres urzędowania |
| ------------------------------ | ----------------- |
| Piotr Jakubowski i Artur Szulc | 1938–1939         |
| Piotr Godek                    | 1946–1950         |
| Stefan Kwitliński              | 1950–1952         |
| Edward Kaczmarek               | 1952–1969         |
| Mieczysław Kozieja             | 1969–1975         |
| Marian Błażkiewicz             | 1975–1990         |
| Stanisław Kijewski             | 1990–2008         |
| Marek Dąbrowski                | 2008–2016         |
| Marek Przepióra                | 2016              |
| Ewa Wasilewska                 | od 2016           |